# Marianne Rørvik
Marianne Cecilie Lydersen Rørvik (* 2. August 1983 in Bærum) ist eine norwegische Curlerin.
Sie spielt aktuell auf der vierten Position in der Mannschaft um Dordi Nordby.
Rørvik nahm bereits als 13-Jährige an der Juniorenweltmeisterschaft 1997 teil und vertrat Norwegen in allen weiteren Juniorenweltmeisterschaften bis 2005. Dabei konnte sie 2004 die Goldmedaille gewinnen. Daraufhin fuhr sie als Ersatzspielerin zur Weltmeisterschaft der Erwachsenen mit und gewann dort die Silbermedaille.
Als Second in der Mannschaft um Dordi Nordby spielte sie schließlich bei den Olympischen Spielen 2006. Norwegen erreichte das Halbfinale, verlor dieses jedoch gegen den späteren Olympiasieger Schweden um Anette Norberg. Im Spiel um die Bronzemedaille unterlag man Kanada.
Marianne Rørvik ist Mutter von 2 Kindern und in einer Beziehung mit dem Curling-Kollegen Torger Nergård.

## Erfolge
- Juniorenweltmeisterin 2004
- 2. Platz Weltmeisterschaft 2004
- 3. Platz Weltmeisterschaft 2005
- 3. Platz Europameisterschaften 2004, 2005